# American Truck Simulator
American Truck Simulator (ATS) (укр. Американській симулятор вантажівки) — відеогра в жанрі автосимулятора водія-далекобійника з економічною складовою, розроблена чеською компанією SCS Software. ATS виступає як сиквел до паралельної відеоігри Euro Truck Simulator 2 — духовного спадкоємця 18 Wheels of Steel. Вперше оголошення про розробку пролунало у вересні 2013 року. Згодом відбулась демонстрація на виставці Electronic Entertainment Expo 2015 (E3 2015). Гра побачила світ 2 лютого 2016 року.

## Ігровий процес

Скриншот з гри з демонстрацією руху під час заходу сонця.

Американський симулятор вантажівки є симулятором водіння вантажівки з елементами управління власним бізнесом. У грі гравці керують вантажівками і доставляють товари, які переміщуються причепами до призначеного місця, щоб бути компенсованими за це грошима і очками досвіду. Корисне навантаження повинно швидко доставлятися до місця призначення протягом заданого періоду часу і з найменшим рівнем пошкодження товару (наскільки це можливо), для того, щоб отримати максимальну суму грошей і досвіду.
В цілому геймплей ATS схожий до геймплею ETS, за винятком того, що ігровий світ представлений Сполученими Штатами Америки. Через це до геймплею були додані елементи характерні для іншої частини світу. Наприклад там, де Euro Truck Simulator використовував європейські статичні камери виміру швидкості, що дозволяло гравцям ігнорувати обмеження швидкості коли вони знаходились поза зоною діапазону камер, то American Truck Simulator використовує рандомні патрулі поліцейських автомобілів, які можуть з'являтися в будь-який час. Це додало в гру елемент непередбачуваності. Також ігровий світ ATS більш деталізований за попередника ETS 2 з його "анонімними міськими просторами".
В грі присутня динамічна зміна циклів день-ніч, що передбачає рух дорогою, коли водія засліплюють промені заходу чи сходу сонця, або цілковита темрява в ночі під рух з включеними фарами. Атмосферні опади представлені дощем, частоту появи якого можна налаштувати індивідуально.
З точки зору схем управління, American Truck Simulator має кілька доступних варіантів. Від керування камерою за допомогою миші та управління вантажівки клавіатурою, до використання повної установки колісного керма, з різноманітними схемами налаштувань. З точки зору імітації відчуття керування великою вантажівкою ATS досягає того, що намагався досягти. Як продовження Euro Truck Simulator 2,  механіка керування та водіння тут є найбільш витонченими аспектами гри. Управління відчувається млявим, вимогливим, але безсумнівно важким — саме таким, яким і повинно бути. ШІ в грі знаходиться на достатньо високому рівні в порівняні з ETS 2. Водії інших автомобілів зупиняються на світлофорах раніше, що дозволяє вантажівці збавити обороти. Інші учасники руху будуть звертати увагу на ваші індикатори поворотів та забезпечать відкриття проїзду на іншу смугу дороги. Також у гравців стало менше шансів нарватися на неадекватного водія, який вискочить перед вантажівкою посеред маневру. І хоча ці проблеми все ще існують певною мірою, однак зустрічаються набагато рідше.
Ще одним елементом, який не містився у Euro Truck Simulator 2, є присутність вагових станцій, на яких гравці повинні зупинятися, щоб визначити вагу свого вантажу, перш ніж проїхати далі (хоча гра інколи дозволить їм обійти станцію, проте уникнення її навмисно призведе до отримання штрафу).
Існують два основні способи гри. В першому, ви працює як позаштатний робітник якого наймають на виконання робіт з перевезень. В цьому випадку ваш роботодавець надає вам вантажівки і бере на себе витрати на паливо і ремонт. Це найпростіший, найдоступніший спосіб гри і, коли гравець підвищує свій рівень, він може витратити очки досвіду, щоб розблокувати більш прибуткові робочі місця, включно з більш тривалими перевезеннями та перевезеннями крихких і небезпечних вантажів. Цей спосіб допоможе заробити гроші, які можна витратити на розблокування іншого способу гри: ведення власного бізнесу. Після того як гравець заробить достатньо грошей, щоб купити власну вантажівку, або візьме кредит у банку, якщо він нетерплячий — це дозволить розпочати власну компанію. Гравець обираєте місто свого перебування і можете налаштувати та оновити власну вантажівку. Зрештою ви наймаєте водіїв і створюєте власну мережу перевезень. В цілому гра містить досить привабливий симулятор управління бізнесом, але повністю необов'язковий. Гравець може і надали залишатися підрядником.
Перший випуск гри містив лише два штати: Каліфорнію та Неваду. Згодом, в червні 2016 року була додана Аризона. Наступні три штати Орегон, Нью-Мексико та Вашингтон з'явились як DLC в листопаді 2017, жовтні 2018 та червні 2019 відповідно.

## Розробка
SCS Software вперше оголосила про гру 6 вересня 2013 року. Офіційний анонс появи прозвучав на E3 в 2015 році, де зазначалося, що: "Механіка гри заснована на дуже успішній моделі від Euro Truck Simulator 2 і розширена новими функціями, які створюють найпривабливіший ігровий досвід від SCS Software".
11 квітня 2014 року SCS Software пояснила, що в грі буде більше 100 міст після завершення розробки (не на початку), і випустила скриншоти гри. На сьогоднішній день ATS містить бренди вантажівок Kenworth, Peterbilt і Volvo. Очікується їх збільшення, проте єдиною завадою на цьому шляху є ліцензування від автовиробників.
SCS планує в кінцевому підсумку включити всі суміжні Сполучені Штати в процесі розвитку гри. 26 січня 2015 року компанія SCS Software опублікувала 1-годинний відеозапис на відеохостингу YouTube присвячений раннім альфа-версіям гри. 18 грудня 2015 року компанія SCS Software оголосила у своєму блозі офіційну дату випуску American Truck Simulator —  3 лютого 2016 року. Проте гра побачила світ на один день раніше.
23 червня 2016 року компанія SCS Software заявила, що відредагує розмір ігрового середовища, щоб збільшити його розмір на 75%.
20 липня 2017 року SCS оголосила про оновлення 1,28, починаючи з версій з 1,6, щоб підкреслити, що American Truck Simulator поділяє функції з Euro Truck Simulator 2.
Для PC-DVD гра побачила світ 14 грудня 2017 року.

### Вантажівки
SCS підтвердило в блозі повідомлень, що Peterbilt 579 і Kenworth T680 будуть доступні в день релізу гри. 15 лютого 2016 року SCS  Software заявило у своєму блозі, що в гру буде доданий Kenworth W900. 3 листопада 2016 року гра отримала Peterbilt 389.  Через два роки, 5 листопада 2018 року, SCS Software додали до гри  Volvo VNL. Ще три місяці потому генеральний директор SCS Software підтвердив, що гра отримає вантажівку International Lonestar. Розробник не проти мати більше вантажівок, але виключив додавання підроблених вантажних автомобілів, і найбільшою перешкодою збільшення реальних вантажних автомобілів залишається забезпечення ліцензійних прав.

## Ігровий світ

Мапа ігрового світу American Truck Simulator. Зеленим кольором відмічені реалізовані в грі штати, жовтим - в розробці.

На старті, American Truck Simulator містив лише два штати: Каліфорнію і Неваду. 6 червня 2016 року з'явився безкоштовний DLC Аризона. Пізніше, прислухавшись до побажань гравців, SCS Software змінила ігровий масштаб з 1:35 на 1:20, як в  ETS 2. Це вплинуло на довжину перевезень і зробило їх більш реалістичними. У 2017 році гра отримала новий контент завантаження – Нью-Мексико. DLC містило ще один штат з 6 000 км нових доріг, що збільшило ігровий світ на чверть. Наступного, 2018 року, American Truck Simulator отримав DLC Орегон. Доданий штат Орегон, який ще називають "штатом бобрів", дозволить гравцеві долучитися до перевезень продукції лісогосподарств та деревини. У червні 2019 було додано штат Вашингтон, який називають "Вічнозелений штат".

| Штат        | Дата виходу                        | Кількість міст | Опис | Примітки |
| ----------- | ---------------------------------- | -------------- | --- | --- |
| Каліфорнія  | 2 лютого 2016 року (У день релізу) | 22             | Каліфорнія була першим доступним штатом для ATS. Як і в реальному житті тут існують обмеження швидкості для всіх вантажних автомобілів 55 миль на годину (88 км/год). Цей штат є найбільшим в грі, оскільки має найбільш відвідувані міста. Він також містить національний парк Йосеміті, єдиний національний парк, яким гравець може проїхати в грі (в реальному житті комерційний автотранспорт у національних парках заборонений). | Юкайя - місто на північному заході Каліфорнії стало першим містом, що було додано у штат пізніше, разом з штатом Аризона в оновленні 1.3. |
| Невада      | 2 лютого 2016 року (У день релізу) | 10             | Невада була додана до гри безкоштовно відразу після запуску. З огляду на те, що Невада є невеликим штатом, кількість міст для відведень дорівнює 10. | |
| Аризона     | 6 червня 2016 року                 | 16             | Аризона став першим штатом, доданим до ATS разом з оновленням 1.3. З 16-ти доступних міст (15 на початку), загальна кількість міст, які гравець може відвідати (без придбання додаткових DLC) становить 48. Аризона в основному відома пустелею і Гранд-Каньйоном. Це був останній штат, розроблений у масштабі 1:35. Всі три штати з того часу були перероблені до 1:20, майже в тому ж масштабі як Euro Truck Simulator 2 – 1:19.   | Аризона була останнім штатом, доступним в якості безкоштовного оновлення до ATS. |
| Нью-Мексико | 9 листопада 2017 року              | 14             | Оголошення про Нью-Мексико з'явилося 2 лютого 2017 року. Це став другий найбільш великий штат представлений у ATS, якій додав 14 нових міст та 4.000 миль нових доріг у грі. Він також містив 11 зупинок для відпочинку та 600 нових об'єктів. Штат з'явився одночасно з оновленням 1.29, яке вводило в гру динамічні події. | Після випуску, Нью-Мексико став першим штатом, що межував лише з одним іншим (за винятком того періоду, коли Каліфорнія і Невада були єдиними доступними штатами). Нью-Мексико став першим розширенням для ATS, як платний DLC. Очікується, що всі інші розширення будуть також платними. |
| Орегон      | 4 жовтня 2018 року                 | 14             | Появу штату Орегон було оголошено рівно через рік після оголошення Нью-Мексико, 1 лютого 2018 року. Незважаючи на те, що Орегон є найменшим штатом в грі, він пропонує 5000 миль нових доріг (на 1000 більше, ніж у Нью-Мексико), понад 700 нових об'єктів (на 100 більше за Нью-Мексико) і 14 міст. SCS Software додала магістраль OR-140 до гри 8 лютого 2019 року разом з виходом версії 1.34.                                     | Орегон є першим штатом, що включає частину шосе іншого штату (позначеного на мапі) до випуску цього штату (в даному випадку Айдахо). |
| Вашингтон   | 11 червня 2019                     | 16             | Штат з'явився разом з оновлення 1.35. Гравцю пропонується 3800 миль доріг, більше 20 нових мостів. Поромна переправа. Відомі гори Вашингтона (гора Сент-Хеленс и гора Ренье). Три великі порти, зроблені в дуже реалістичномувигляді. | |

## Відгуки
| Агрегатор  | Оцінка |
| ---------- | ------ |
| Metacritic | 76/100 |

| Видання        | Оцінка |
| -------------- | ------ |
| Eurogamer      | 7/10   |
| PC Gamer (США) | 80/100 |

| Видання | Оцінка |
| ------- | ------ |
| ITC     | 4/5    |

Американський симулятор вантажівки отримав переважно позитивні відгуки від критиків, заробивши 76/100 балів згідно з агрегатором Metacritic.
Більшість ігрових критиків не очікували, що American Truck Simulator зможе далеко відійти від  Euro Truck Simulator 2 і буде лише його американською копією, проте гра заслужила самостійне життя.
Видання Gamepressure зазначає, що ATS – це чудова еволюція того, що ми знаємо з попередніх ігор чеського розробника, яка прекрасно додає багато цікавих ігрових ідей; перш за все, гра створює дивовижне відчуття водія вантажівки Америки. Енді Келлі (Andy Kelly), з PC Gamer, в ранній версії помітив багато схожого з  Euro Truck Simulator 2, але визнав що "це полірований, дивно приємний симулятор, на який можна витратити багато годин гри" в якої є своє майбутнє. Видання Polygon оцінило гру на 8/10, а її автор Лора Дейл (Laura Dale) написала, що вона, як людина яка витратила багато годин на проходження ETS 2, сприйняла ATS як свіжий шар фарби і незнайомий набір цікавинок, що напевно занурять її на ще одне багатогодинне проходження. Джеймс Каннінгем (James Cunningham) з Hardcore Gamer оцінив гру на 4/5, додавши: "Хоч трохи більше реалізму зробить American Truck Simulator більш захопливим, як це не парадоксально звучить, неможливо уникнути фантастичної гри". Українське видання ITC.ua оцінило гру на 4/5, відзначивши покращену деталізацію ігрового світу і атмосферу Америки. 